# Turiwka (obwód chmielnicki)
Turówka (ukr. Турівка, pol. hist. Turówka) – wieś na Ukrainie, w obwodzie chmielnickim, w rejonie teofipolskim. W 2001 roku liczyła 390 mieszkańców.